# Cétone de Michler
La cétone de Michler (4,4'-bis(diméthylamino)benzophénone), est un composé organique de formule [(CH3)2NC6H4]2CO. Ce dérivé de la benzophénone riche en électrons est un intermédiaire dans la production de teintures et de pigments comme le violet de méthyle ou le vert malachite, ainsi que comme photosensibilisateur (en). Elle tient son nom du chimiste allemand Wilhelm Michler qui l'a découverte et synthétisée en 1875.

## Synthèse
La cétone est toujours préparée de nos jours de la même façon que la synthèse originelle de Michler, à savoir une acylation de Friedel-Crafts de la diméthylaniline (C6H5NMe2) par le phosgène (COCl2) ou un réactif équivalent (triphosgène par exemple) :
COCl2  +  2 C6H5NMe2   →   (Me2NC6H4)2CO  +  2 HCl
Le dérivé tétraethylé (Et2NC6H4)2CO, aussi précurseur de certains pigments, est produit de la même façon.

## Utilisations
La cétone de Michler est un intermédiaire dans la  synthèse de teintures et pigments utilisé sur du papier, des textiles ou du cuir. Sa condensation avec divers dérivés de l'aniline produit plusieurs composés de la famille des violets de méthyle, notamment le violet de gentiane.
La condensation avec la N-phényl-1-naphthylamine donne  le Victoria Blue B (CI Basic Blue 26), utilisé pour colorer certains papiers, et dans la production de pâte et encre pour les stylos à bille.
La cétone de Michler est communément utilisée comme additif dans certaines teintures et pigments comme sensibilisant pour des photoréactions du fait de ses propriétés d'absorption. C'est un sensibilisant efficace à condition que le transfert d'énergie soit exothermique et que la concentration en accepteur soit suffisamment élevée pour empêcher la photoréaction de la cétone de Michler avec elle-même. En particulier, la cétone de Michler absorbe particulièrement  un radiation à 366 nm sensibilise efficacement less réaction photochimiques telles que la dimérisation du butadiène donnant le 1,2-divinylcyclobutane.

## Composés proches
La p-diméthylaminobenzophénone est similaire à la cétone de Michler, mais avec un seul groupe amine. La base de Michler possède la même structure que la cétone, la fonction cétone en moins. L'auramine O, un colorant jaune doré, a une structure similaire mais avec un groupe imine à la place du carbonyle (plus précisément, c'est le sel de chlore du cation iminium, [(CH3)2NC6H4]2CNH2+). La thione de  Michler, [(CH3)2NC6H4]2CS, est produite par le traitement de la cétone de Michler par le sulfure d'hydrogène en milieu acide, ou par sulfuration de l'auramine O.